# Altepexi (kommun)
Altepexi är en kommun i Mexiko.   Den ligger i delstaten Puebla, i den sydöstra delen av landet, 230 km sydost om huvudstaden Mexico City.
Följande samhällen finns i Altepexi:
- Altepexi
- Texcalco